# Uniformes de Star Trek

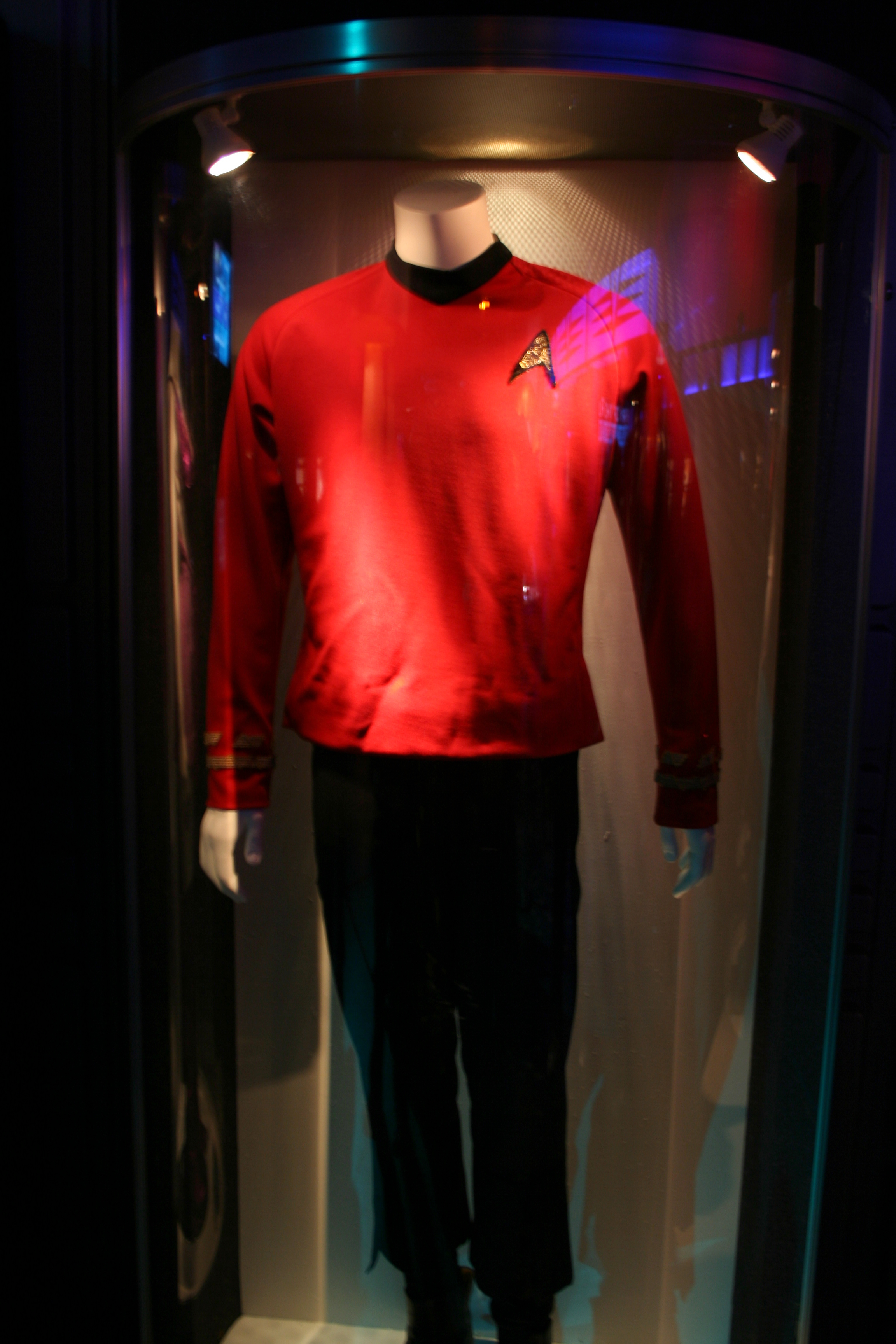
Túnica roja usada por el personal de ingeniería, operaciones y seguridad de la Flota Estelar en la serie original.

Los uniformes de Star Trek son trajes que usan los actores que interpretan al personal de la ficticia Flota Estelar en la franquicia de ciencia ficción de Star Trek . El diseño de vestuario a menudo cambiaba entre varias series de televisión y películas, especialmente aquellas que representaban diferentes períodos de tiempo, por ejemplo el color amarillo representa el rango más alto dentro de la nave, está representada por el capitán, pilotos, etc. Tanto por apariencia como por comodidad. La mezcla deliberada de estilos de uniformes de las distintas series se utilizó ocasionalmente para mejorar la sensación de viajar en el tiempo o universos alternativos.

## Rangos y galones
La jerarquía de mandos del universo de Star Trek se parece a la de la Armada de los Estados Unidos y muchas armadas de la Mancomunidad de Naciones, a diferencia de otras franquicias de ciencia ficción, que utilizan un sistema de rangos de ejércitos de tierra . En Star Trek: La Serie Original (TOS, en sus siglas en inglés) y Star Trek: La Película, los rangos se indican con franjas en las mangas. Si bien estos se planearon originalmente para seguir el modelo de la Marina y la Guardia Costera de los EE. UU., para evitar un aspecto demasiado llamativo o militarista, el patrón se modificó. Por lo tanto, los galones de un capitán de la Flota Estelar se parecen a los de un teniente comandante de navío (capitán de corbeta en España), los de un comandante se parecen a los de un teniente de navío, y así sucesivamente, hasta un alférez, que no lleva galones en las mangas.
En posteriores filmes basados en La Serie Original, los rangos se indican con galones metálicos prendidos en una banda vertical en el hombro y en la manga izquierda. Estos son símbolos únicos para cada rango, como los que usan universalmente los oficiales de todas las ramas de las Fuerzas Armadas de los Estados Unidos.
En la mayoría de las series de televisión posteriores, los rangos se indican mediante un número variable de puntos dorados o negros o barras, que se usan en el cuello del uniforme. Estos siguen más de cerca el patrón de oficial naval, con puntos dorados que equivalen a una banda completa y puntos negros que equivalen a media banda.
Los rangos, y específicamente la variedad de galones en TOS, han causado mucha confusión. De hecho, esta confusión llevó a un error de producción muy temprano en la primera temporada del programa. El diseñador de vestuario, William Theiss, había notado que en episodios anteriores la tripulación de otra nave llevaba galones propios. Como esto ocurrió en los primeros momentos del rodaje de Star Trek, Theiss interpretó que cada nave estelar individual tenía sus propios galones e insignias y creó un diseño único para el USS Exeter, en el episodio " La Gloria de Omega". Antes de que se emitiera el episodio, Bob Justman (productor) estaba revisando las imágenes rodadas y notó la anomalía en el vestuario. Justman consultó con Gene Roddenberry, quien aclaró que todo el personal de las naves estelares deben usar la insignia delta, como las que se ven en los uniformes de la tripulación del Enterprise. A esas alturas de la producción era demasiado tarde para corregir el error, pero Justman envió un memorando muy amistoso señalando el error, e indicando que en el futuro toda la tripulación de naves estelares debía usar la insignia delta. El memorando luego pasó a aclarar que los diferentes galones que se ven en el episodio " Charlie X " eran una designación para marinos mercantes o personal de cargueros. En el futuro, el símbolo delta se mantuvo constante para toda la tripulación de naves estelares, como puede verse en los episodios "Consejo de Guerra " y "La telaraña Tholiana".
Desafortunadamente, este único error de producción ha causado mucha confusión dentro de la comunidad de fans, así como otro error de producción décadas después. Existe una teoría entre los fans de que cada nave tiene sus propios galones y que la Flota Estelar solo adoptó universalmente el símbolo delta en honor al Enterprise, al volver este de su exitosa misión de cinco años. Esta teoría de los fans también llevó a un error de producción en el episodio de Star Trek: Enterprise " In a Mirror Darkly" donde vemos lo que le sucede al USS Defiant, una nave dada por desaparecida que apareció por primera vez en el episodio de la serie original "La Telaraña Tholiana". Aunque en ese episodio vemos a la tripulación del Defiant con la insignia delta, los diseñadores de vestuario de Star Trek: Enterprise crearon una insignia única para el uniforme del Defiant .
Durante la era de la serie original había seis galones de servicio:
1. Galones de nave estelar
2. Galones de astronave (flota auxiliar / marina mercante)
3. Galones de puesto de avanzada
4. Galones de cadete
5. Galones de base estelar
6. Galones de la Comandancia de la Flota Estelar

La insignia de la comandancia de la flota probablemente también se ha sumado a la confusión porque vemos al comodoro Matt Decker usándola mientras está al mando del USS Constellation (TOS " La Máquina del Juicio Final "). Como comodoro, Decker es un oficial general y el Constellation es su buque insignia. Es el único oficial general que vemos en el mando permanente de una nave estelar, por lo que lleva la insignia de la comandancia de la flota para indicar su rango único.
En todas las demás series y películas de Star Trek, la insignia delta es universal, independientemente del destino o empleo asignado a quien la lleve.

## En la serie original
Los diseños de los primeros uniformes son obra del diseñador William Ware Theiss . Los uniformes de la serie original consistían en una túnica de color y pantalones oscuros, con variaciones significativas entre los diseños utilizados en el episodio piloto (que no se llegó a emitir) y el resto de la serie.

### Piloto
Los primeros uniformes, como puede verse en el piloto no emitido "La Jaula" (el metraje se reutilizó en un episodio posterior, "La Colección de Fieras") y nuevamente en el segundo piloto "Un Lugar Jamás Visitado Por El Hombre", son algo diferentes del uniforme de la Flota Estelar visto en el resto de la serie original. El concepto original utiliza en el caso de los hombres un cuello de cisne pesado, de punto, del mismo color que la túnica y un cuello en cogulla para las mujeres, cada uno en tres colores: oro, beige ("arena") y azul claro.
Los oficiales del primer piloto de Star Trek, "La Jaula", usaban una sola franja en la manga de color dorado liso y solo los grados de "teniente" y "capitán" se usaban en el diálogo. También se veía un "jefe", pero con una banda diferente en la manga, que constaba de dos líneas finas que rodeaban el puño, con una línea dorada ondulada que aparecía por encima y por debajo de estas. Los personajes llamados "tripulantes" no llevaban insignias en las mangas. En el primer piloto los uniformes también incluían abrigos grises con franjas plateadas en las mangas, usados en las misiones en el exterior, e idénticos para hombres y mujeres y una gorra gris opcional. En el segundo episodio piloto, "Un Lugar Jamás Visitado Por El Hombre", la mayoría de los oficiales volvieron a llevar una sola banda; El capitán James T. Kirk lucía dos bandas.
Los galones utilizados en los pilotos y en la serie principal diferían porque el creador Gene Roddenberry y el diseñador de vestuario William Ware Theiss aún no habían elaborado un sistema consistente para los galones de oficial en los uniformes. Este sistema llegará después de que el segundo piloto, "Un Lugar Jamás Visitado Por El Hombre", lograra vender la serie.

### Star Trek: La serie original

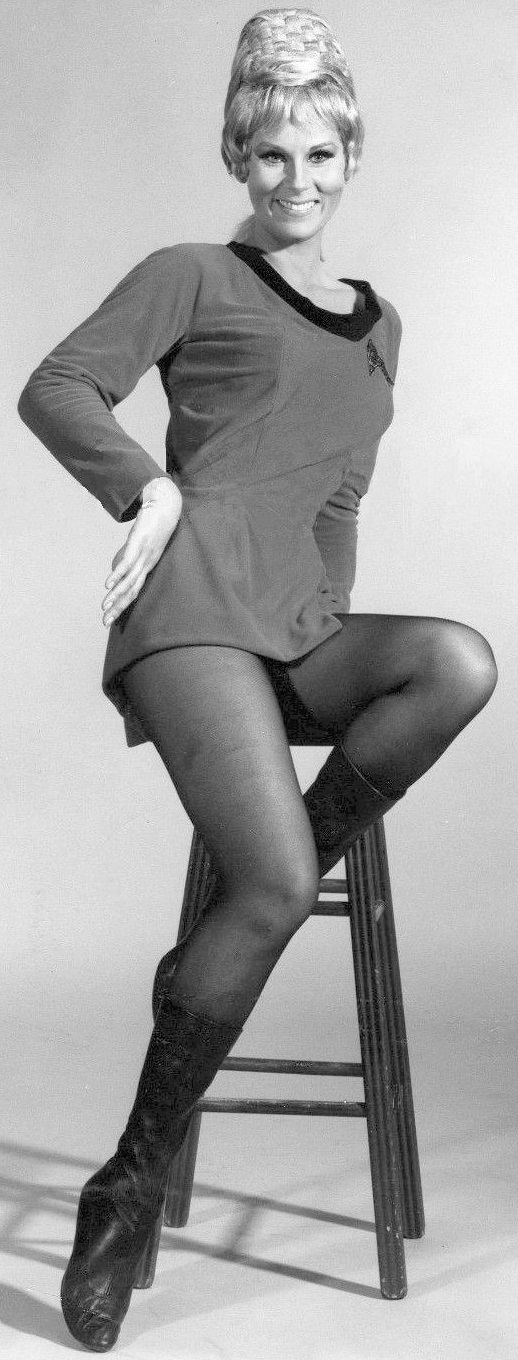
Grace Lee Withney luciendo un uniforme con minifalda

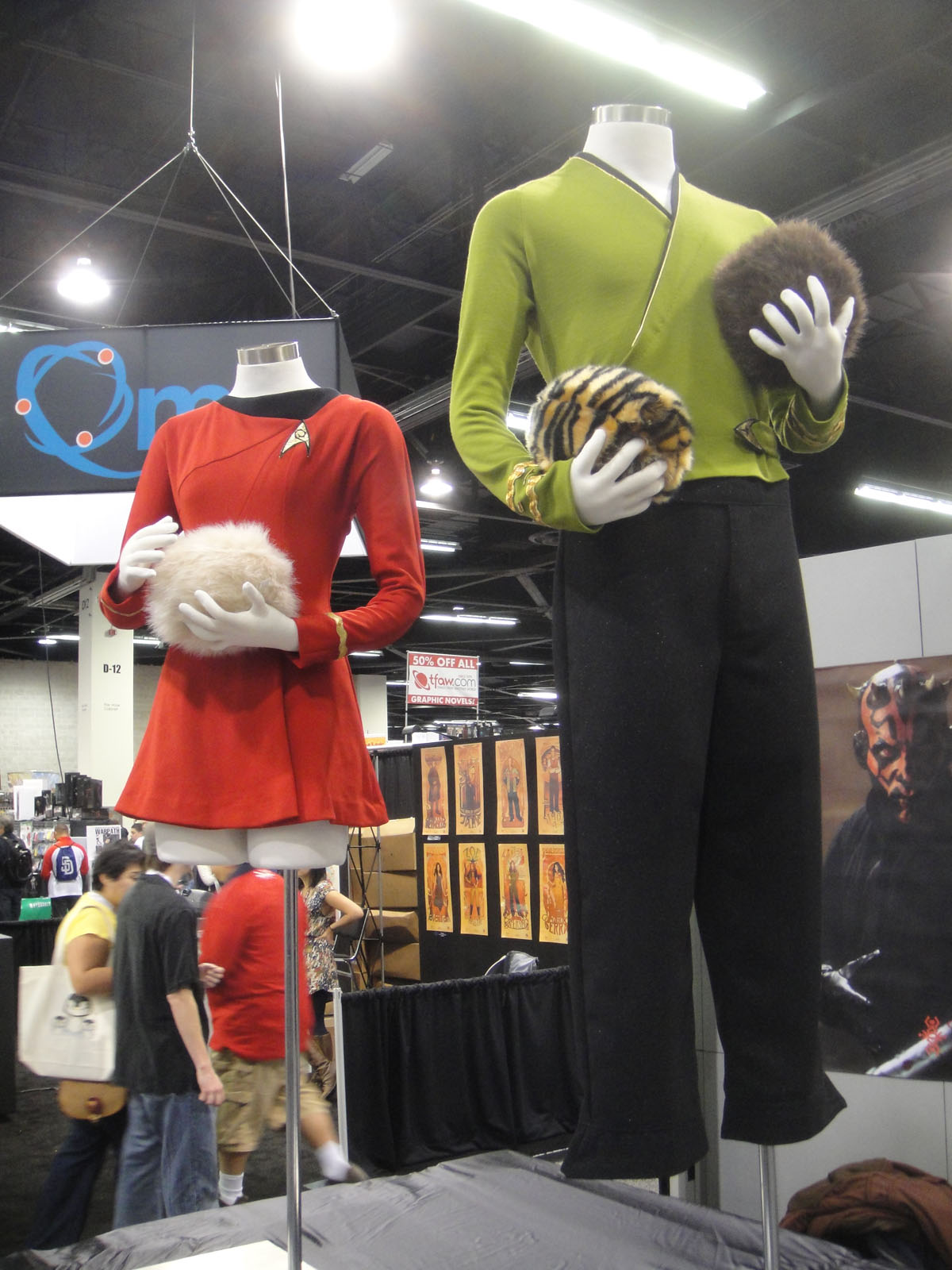
Ejemplos de uniformes de la Serie Original

El uniforme original estaba hecho de terciopelo. Esto se usó en la primera y segunda temporada porque era barato y fácil de cuidar, pero encogía al ser lavado en seco y se rasgaba con facilidad. El terciopelo se reemplazó en la tercera temporada por tela de nailon utilizada en uniformes de béisbol profesional. Se usaban camisas de diferentes colores con pantalones gris oscuro - que aparentaban ser negros en cámara - para los hombres.
Si bien los dos episodios piloto muestran a mujeres con pantalones, la mayoría del personal femenino de la Flota Estelar usa trajes más reveladores después de solicitarlo así la cadena NBC; Grace Lee Whitney, que interpretaba a la contramaestre Janice Rand, sugirió que podían llevar minifaldas . William Shatner observó que Star Trek, "para el agrado de todos los hombres en el plató, de hecho en todo el mundo, luciría las faldas femeninas más cortas de cualquiera de las series habituales". Las mujeres usaban vestidos de minifalda (de los mismos materiales y colores que las camisas) con slips negros y medias oscuras. Ambos sexos usaban botas negras. Nichelle Nichols no creía que las minifaldas fueran inusualmente cortas o reveladoras:

Las vestía yendo por la calle, ¿qué tiene de malo que las llevara en antena? Las he vestido en aviones. Eran los 60, todas llevábamos minifalda.
Nichelle Nichols

En algunas ocasiones, los personajes usan uniforme de gala (En la Serie Original aparece en "La Colección De Fieras" y luego se usa en "Consejo De Guerra", "Semilla Espacial", " Viaje a Babel " y "El Telón Salvaje") que están confeccionados con una tela más brillante, presumiblemente satén de poliéster y están decoradas con ribetes dorados e insignias de colores que varían según el rango. El uniforme de gala de Montgomery Scott, especialmente tal y como se ve en "El Telón Salvaje", incluye un tartán escocés . En concreto, se trata del tartán del Clan Scott, un clan escocés real y uno de los más antiguos de Escocia. También aparecen personajes (normalmente figurantes) que visten monos de trabajo en los mismos colores (rojo, azul y dorado) con camisetas negras debajo.
Una vez la serie empezó a emitir regularmente episodios, comenzando con "La Trampa Humana", los colores de los departamentos de la Flota Estelar fueron ligeramente alterados con respecto a las versiones piloto: el personal de mando y pilotaje usa túnicas doradas; el personal de operaciones, ingeniería y seguridad viste de rojo; y el personal científico y médico viste de azul, todos con cuellos y camisetas interiores negras. Las túnicas de la Sección de Mando más utilizadas eran en realidad de color verde oliva, pero aparentaban ser de un color amarillo-dorado llamado león, debido tanto a las luces utilizadas en el estudio, como al tratamiento de la película para su revelado fotográfico. En series posteriores, el color dorado fue canonizado al mencionarse en los diálogos. Sin embargo, algunos uniformes – las túnicas cruzadas que usaba el Capitán Kirk y los uniformes de gala de la Sección de Mando – estaban hechos de un material diferente que, aunque era del mismo color, aparecía como verde oliva incluso bajo las luces y cuando se fotografiaba. Las túnicas verdes (que se ven en TOS : "Los Tribbles Y Sus Tribulaciones", "Charlie X" y "El síndrome de inmunidad") pueden tener las bandas de los galones en las mangas o en el cuello (TOS : "El propio enemigo"), y siempre presenta el parche con el delta de la flota cerca de la cintura, como cierre de cinturón.
Las bandas de los galones alrededor de los puños todavía se usaban para mostrar el rango, aunque se habían introducido más niveles para diferenciar entre escalas y así identificar a los personajes. Para la mayoría de los personajes, se utilizaron dos tipos de bandas: una lisa y otra con puntos; el diseño de franjas lisas parece seguir el diseño de la banda de "jefe" de "La Jaula". El Capitán Kirk usaba dos bandas lisas con una banda punteada entre ambas, los comandantes (como Spock) usaban dos bandas, los tenientes comandantes (como Scott y McCoy) usaban una banda lisa y otra punteada, los tenientes (como Uhura y Sulu, así como muchos personajes de fondo) usaban una banda, mientras que los alféreces (como Chekov y la mayor parte de figurantes), así como el resto de tripulantes no tenían bandas de ninguna clase. Solo una vez se mostró un rango para un alférez de navío (Lieutenant Junior Grade en su versión estadounidense): una sola raya punteada. Los comodoros, cuando aparecían en pantalla, lucían una greca dorada ancha con bandas doradas arriba y abajo, pero los oficiales de Estado Mayor no tenían un uniforme distintivo propio.
Dado que los agentes de seguridad con uniforme rojo solían ser secundarios que morían en gran parte de los episodios, llevó a los y las fans a acuñar el término irónico "camisa roja" para referirse a los secundarios televisivos con poca esperanza de vida.

### Star Trek: la serie animada
Debido al éxito y la creciente popularidad de Star Trek al reponerse en emisoras de televisión sindicadas, de 1973 a 1974 se produjo una versión animada de la serie. Los uniformes de esta serie coincidían a grandes rasgos con la apariencia de los utilizados en la serie de acción en vivo. Dado que la percepción general de los fans era que los uniformes de mando eran amarillos/dorados en lugar de verdes, hizo que los productores usaran color dorado en la animación. Los uniformes de gala de mando se mantuvieron en verde para combinar con los colores percibidos en la serie de acción en vivo. Sin embargo, los pantalones del uniforme eran de color gris para coincidir con la tela real utilizada en la serie original, aunque parecieran ser negros tras ser filmados.

## Franquicia de películas con el reparto original
Los planes iniciales para la abortada serie de televisión Star Trek: Phase II implicaban conservar los uniformes de TOS, pero cuando el proyecto se convirtió en Star Trek: La Película, fueron reemplazados por un nuevo diseño. El diseñador de vestuario Robert Fletcher continuó con este sistema cuando diseñó los uniformes para Star Trek: La Película .

### La película
La película tiene diferentes estilos de uniformes, que incluyen monos de una pieza, camisa y pantalones a juego y túnicas con botones o una faja alrededor de la cintura. Todas las variantes de uniforme incluyen zapatos ("cubiertas para los pies") integrados en los pantalones. Algunos uniformes tienen mangas cortas, mientras que otros son de manga larga, ya sea con cuello alto, con cuello de pico o  cuello vuelto. Los uniformes aparecen en gris, blanco, gris y blanco, azul, marrón y beige.
En la Enterprise, la punta de flecha (delta) sigue siendo el símbolo que luce toda la tripulación, pero la sección de Ciencias pierde el óvalo y el círculo cruzados de la serie original, en favor de la estrella alargada que antes lucían sólo los ofíciales de Mando. Lo mismo ocurre con la espiral de 6 lados del departamento de Operaciones. Las divisiones o asignaciones de secciones se indican con un círculo de color detrás del delta, en lugar de ser el color de todo el uniforme y con variaciones en el código de colores: rojo para Ingeniería, verde pálido para Medicina, naranja para Ciencias, blanco para Mando, oro pálido para Operaciones y gris para Seguridad.
La mayoría de los uniformes de la primera película también incluían un dispositivo de monitorización médica llamado "perscan" (abreviatura de escáner personal), mencionado en la novelización que Gene Roddenberry hizo de la película y que en los uniformes ocupa la posición de la hebilla del cinturón.
El rango está indicado por bandas trenzadas en mangas largas o en hombreras, idénticas a las de TOS . Sin embargo, en una variación de la serie de televisión, aparecen unos nuevos galones de alférez: una trenza punteada alrededor de las mangas y en las hombreras. En la Serie Original los alféreces no tenían ningún distintivo que indicara su rango. Los suboficiales llevan un cuadrado dorado hueco en las hombreras, pero no en las mangas. También se renuevan los galones de almirante, en forma de tres trenzas lisas cosidas juntas, seguidas de otra trenza lisa independiente, con una estrella de 8 puntas en las hombreras. Hay menos bandas que en los uniformes de la Armada de los Estados Unidos, porque cuatro bandas para un capitán de navío parecían "demasiado militaristas", lo que refleja la insistencia de Roddenberry por dejar claro que el papel de la Flota Estelar no era militar.
Los guardias de seguridad visten uniformes blancos con cascos y petos marrones. Los ingenieros usan trajes espaciales blancos gruesos con grandes cuellos acanalados negros.
En el libro The Making of Star Trek: The Motion Picture, Susan Sackett y Gene Roddenberry escribieron que los uniformes fueron rediseñados porque los colores brillantes del original de la década de 1960, pensados para explotar la novedad de la televisión en color, distraerían la atención del espectador en la pantalla grande. Los diseños resultaron impopulares entre el reparto y cuando Harve Bennett asumió el cargo de productor de las películas, dio la orden de que se rediseñaran los uniformes porque no quería "una tripulación completamente gris en una nave completamente gris".[cita requerida]

### Películas desdeLa Ira de KhanaGenerations

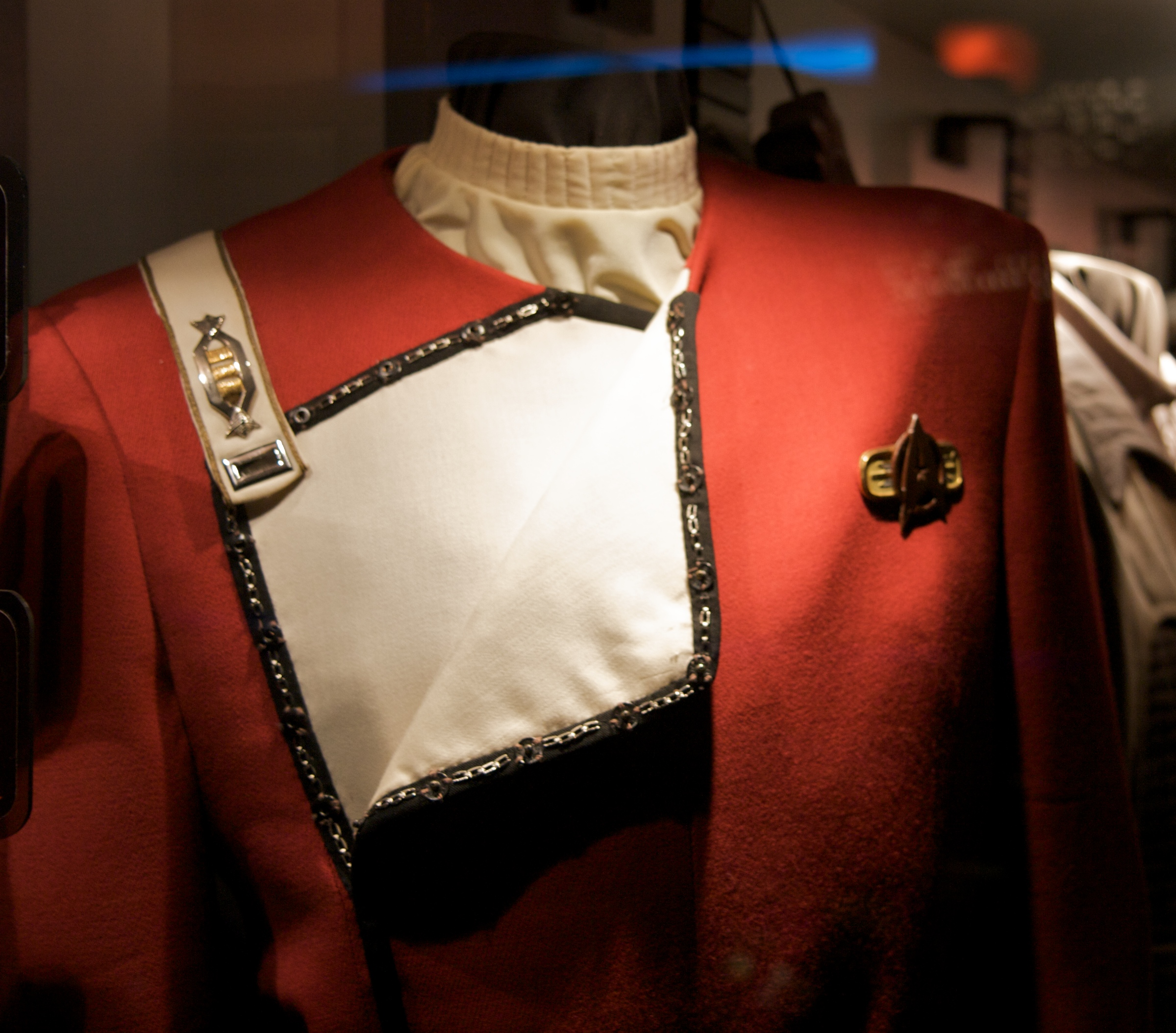
Modelo de uniforme de La Ira de Khan exhibido en Star Trek: The Experience

Fletcher rediseñó el vestuario de Star Trek II: La Ira de Khan . Este diseño mantuvo en las siguientes películas, hasta Star Trek Generations y aparecen con variaciones en algunas escenas retrospectivas de Star Trek: La Nueva Generación y Star Trek: Voyager . En esta versión, los oficiales de la Flota Estelar lucen galones metálicos prendidos en una tira vertical en el hombro y en la manga izquierda, justo encima del brazalete. Justo debajo del galón metálico de la manga se añadió una banda de servicio, que indica cuánto tiempo ha servido su portador en la Flota Estelar en incrementos de cinco y diez años.
Los uniformes de la esta segunda época cinematográfica  consisten en una chaqueta cruzada de color burdeos ("sangre") con una franja negra a lo largo de un mecanismo de sellado (los almirantes también tenían franjas doradas más pequeñas debajo, el número depende del rango), con una banda de color sobre el hombro derecho para cerrar la túnica, donde van prendidos los galones. Todos los uniformes incluyen la insignia de delta con estrella de Mando de TOS, ahora adoptada como el emblema de la Flota Estelar, en el lado izquierdo del pecho; los oficiales tienen una pieza rectangular blanca detrás del delta, mientras que la tropa y marinería no. Los personajes también usan un cinturón negro con una hebilla en forma del delta de la Flota Estelar dentro de un círculo, con la estrella de Mando.
Los departamentos están indicados por el color de la banda del hombro, el brazalete y la camisa interior, en lugar de en la insignia del pecho. El código de colores es blanco para Mando; dorado para Ingeniería; gris para Ciencia, Comunicaciones y Navegación; verde oscuro para Seguridad; verde claro para  Medicina; azul oscuro para Operaciones; azul claro para Servicios Especiales; y rojo para suboficiales y cadetes. Todos los uniformes de oficiales tienen una franja del color de su división en los pantalones o la falda, que coincide con el de la tira del hombro y la barra de servicio, excepto en la división de Mando, cuyas franjas son rojas en lugar de blancas. En lugar del calzado incorporado en los pantalones, este diseño de uniforme recupera las botas negras, con caña de veinte o veinticinco centímetros de altura. Este uniforme fue apodado "El monstruo granate" por los fans, debido a las dificultades que encontraban para duplicarlo.[cita requerida]

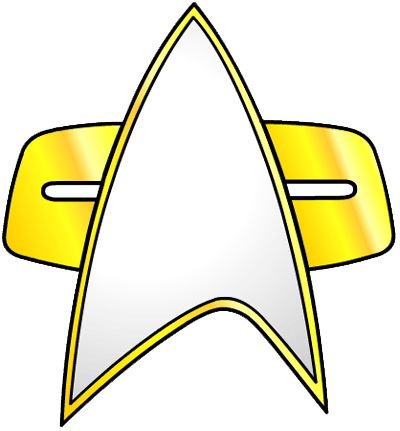
Emblema de la Flota Estelar usado en las películas desde Generations, en Voyager y Espacio Profundo Nueve

Kirk y Scott usaron una chaqueta de "piloto" alternativa, así como el almirante Morrow ( Star Trek III: en busca de Spock, Star Trek IV: Misión Salvar La Tierra, Star Trek V: La Última Frontera). En años posteriores Scotty solía prescindir de la chaqueta, vistiendo simplemente un chaleco negro encima de su camiseta, con numerosos bolsillos útiles para un ingeniero. La camiseta de Scotty es incongruente con el resto de uniformes: usa una camisa blanca (de acuerdo a su rango de Capitán) con el chaleco o chaqueta, en lugar de una dorada, el color usado por el equipo de Ingeniería con su túnica de servicio formal.
El personal de Seguridad y de Ingeniería usan armadura y trajes antirradiación, respectivamente, similares a los que se usan en Star Trek: La Película, aunque los guardias de seguridad usan un uniforme rojo con cuello de cisne debajo (Star Trek VI: Aquel País Desconocido). Los trajes antirradiación de Ingeniería tienen cuellos de colores (Star Trek II ). Negro para oficiales, rojo para cadetes. También hay un abrigo de campaña para misiones en el exterior con varios bolsillos grandes, parches de la Flota en los brazos, ribetes blancos y un gran cuello blanco. Los cadetes de la Flota Estelar en La Ira De Khan usan los mismos uniformes que los oficiales, pero con camisetas interiores de color rojo brillante y una tira de hombro roja, en lugar del color de una de las divisiones.
La tropa y marinería usa un mono rojo de una pieza, de un color similar al uniforme de oficial, con hombros y parte superior del pecho de color canela y camisas interiores negras. Los reclutas y marineros aprendices usan el mismo uniforme, excepto con una camiseta roja en lugar de una negra. ( Star Trek II ).
Uniformes similares a este estilo se muestran en la serie de televisión La Nueva Generació�n, aunque sin el cuello de cisne, ni el cinturón (TNG : "El Enterprise del Ayer", "Página Oscura", "Familia" ,"Delitos"), lo que podría indicar variaciones del uniforme en una época posterior a la de las películas de la Serie Original.

## La Nueva Generación

### Star Trek: La Nueva Generación
Los oficiales de la Flota Estelar y los miembros de la tripulación que se ven en La Nueva Generación (TNG en sus siglas en inglés) usan un mono con una insignia-comunicador de la Flota Estelar (o combadge como se le llama a veces) en el lado izquierdo del pecho y una insignia de rango en el lado derecho del cuello del uniforme. Los hombros y los pantalones lucen tela negra, mientras que las mangas del uniforme y la zona del pecho hasta el área abdominal lucen los colores de la división del tripulante. Con variaciones en el código de colores: rojo para Mando y Navegación; oro para Ingeniería, Seguridad y Operaciones y azul para Ciencia y Medicina (TNG : "Encuentro en Farpoint "). Así los colores de Mando y Operaciones se invierten con respecto a los códigos de colores usados en Enterprise y TOS, mientras que el color de división para Ciencia no varía. En los primeros episodios, se puede ver a algunos miembros de la tripulación (hombres y mujeres indistintamente) usando una versión de túnica del uniforme parecida a la minifalda de la serie original, con las piernas desnudas y botas ("skant").
La oficial médico jefe, la doctora Beverly Crusher, usa a menudo una bata de médico azul sobre su uniforme estándar, mostrándose esta por primera vez en TNG: " El Ahora Desnudo". La bata se empezó a usar para ocultar el embarazo en la vida real de Gates McFadden, la actriz que interpreta a Crusher. El azul tendía a aparecer verde azulado según fuera iluminado en las últimas temporadas y en los derivados posteriores. En algunos episodios de las últimas temporadas, comenzando en TNG: "Darmok", el capitán Jean-Luc Picard a veces usaba un uniforme diferente, que consistía en una camiseta gris con hombros y cuello acanalados negros, bajo una cazadora roja, con los hombros acanalados en color negro. Esta chaqueta se solía mostrar abierta o medio desabrochada. Los uniformes podían equiparse con bolsillos para llevar tricorders y fásers Tipo 2 en la cintura. Las primeras versiones tenían un pequeño bolsillo incorporado en el lado izquierdo de la cintura para llevar un fáser Tipo 1, más pequeño, cuando no se deseaba exhibir el arma. Los bolsillos para equipo extraíbles también se incorporaron a los uniformes utilizados en DS9 y las películas de La Nueva Generación, de Primer Contacto en adelante.
En las primeras temporadas del programa, los uniformes eran monos de una pieza hechos de spandex, y tenían un tamaño demasiado pequeño para que se estirasen al ser usados y dieran una apariencia lisa, sin arrugas de ningún tipo. Pero los miembros del elenco odiaban la falta de bolsillos y el dolor que les producía el tirón constante de la tela. Después de que el quiropráctico de Patrick Stewart advirtiera de que los actores corrían el riesgo de sufrir lesiones permanentes, el reparto logró convencer a los responsables de vestuario para que los fueran reemplazando gradualmente con uniformes de lana. Los uniformes de lana, que la mayoría de los miembros del elenco principal usan desde la tercera temporada, son diseños de dos piezas (túnica y pantalón) que carecen de ribetes de colores en los hombros y en los bordes de las perneras del pantalón, además de tener un cuello levantado. El cuello de la túnica tiene un ribete del color de su división. Los uniformes de spandex continuaron apareciendo mientras se emitió TNG, normalmente usados por extras en varias escenas. Más tarde se modificaron para que quitarles los ribetes de los hombros y en los dobladillos de los pantalones e incluir un cuello levantado como medida de reducción de costos.
Los almirantes vestían numerosas variantes del uniforme en los primeros años de TNG ; hasta que en la sexta temporada se dio con el diseño definitivo, con una chaqueta con ribetes dorados a lo largo de un cierre frontal centrado y galones (que indican el número de "estrellas"), en forma de cuadrados dorados a cada lado del cuello.
El uniforme de gala en TNG, que continuó usándose en Espacio Profundo Nueve y en Voyager, es una túnica larga cruzada, parecida a un abrigo corto, del color de la división, a excepción de los hombros, que son negros. Los bordes de la túnica son de plateados para oficiales particulares y superiores (de alférez a capitán) y dorados para los oficiales generales (contraalmirantes y superiores).
Otros diseños de uniformes aparecieron brevemente en episodios concretos, siempre siguiendo la pauta de un diseño de hombro diferenciado o de color distinto. Los ejemplos incluyen uniformes de cadetes en varios episodios (incluido "La Primera Obligación"). El traje gris de "alférez en prácticas" de Wesley Crusher nunca se identificó específicamente como un uniforme, pero también exhibía un canesú en los hombros diferenciado del resto del traje.
William Theiss, el diseñador de vestuario de la serie original, volvió para diseñar los uniformes iniciales de TNG ; esta fue su última contribución al vestuario de Star Trek antes de morir. El vestuario adoptado de la temporada 3 en adelante y el de las series posteriores fue diseñado por Robert Blackman.

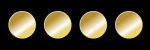
Galones de capitán en TNG, Voyager y DS9

Durante todas las series y películas ambientadas en el siglo XXIV, se usa una escala de galones coherente para los oficiales: una serie de puntos dorados, ya sean de color liso o negros con ribete dorado, que se exhiben en el lado derecho del cuello del uniforme. Después de la primera temporada de Star Trek: La Nueva Generación también se usa un patrón más coherente para los galones de almirante: una serie de círculos dorados dentro de un rectángulo negro con ribete dorado, que se lucen en ambos lados del cuello del uniforme.
En la primera temporada de TNG, los almirantes usan galones diferentes, que consisten en una especie de triángulo o una franja de tejido dorado que se estrecha del cuello hacia la mitad de la clavícula derecha; a veces hay uno o dos puntos dorados bajo el triángulo. Tres variantes son visibles en el episodio " Conspiración ": la insignia del almirante Quinn no tiene puntos, la del almirante Savar tiene uno y la del almirante Aaron tiene dos.
En el lado izquierdo del pecho se lleva una placa con la insignia de la Flota Estelar, en la que el delta es de color plateado, ribeteado en negro sobre un óvalo dorado. Esta placa también funciona como comunicador . Esta insignia combadge fue rediseñada para la película Star Trek Generations (la única idea sobreviviente de un rediseño de los uniformes que no se llegó a hacer), reemplazando el óvalo por un trapezoide con un recorte ovalado en el centro. Esta nueva combadge también se utiliza en Star Trek: Deep Space Nine de la tercera temporada en adelante, y en Star Trek: Voyager .
Los rangos de cadete apenas aparecen en la serie, a excepción de las diferentes visitas de Wesley Crusher al Enterprise en TNG. Según parecen indicar esos casos, podría suponerse que los galones de un cadete consisten en una, dos, tres o cuatro barras cobrizas y negras, similares a las de un teniente moderno del Ejército de Tierra de los Estados Unidos . También se puede suponer que si un cadete tiene una barra, es porque ha pasado un año en la academia, dos barras indican dos años, y así sucesivamente.

Los rangos de reclutas, tropa, marinería y suboficiales aparecen aún menos en la serie, por lo que sus distintivos no están claros.

### Star Trek: Espacio profundo nueve
Espacio Profundo Nueve introdujo un nuevo estilo de uniforme que parecía usarse al mismo tiempo que el que se ve en TNG . El nuevo uniforme constaba de un mono de dos piezas con cuello abierto, con las áreas de color y negras del uniforme de TNG invertidas (torso/mangas negras y hombros de color) con la parte superior como una chaqueta extraíble con una cremallera visible. El código de colores para las divisiones es el mismo que en TNG, aunque el color de la división de Ciencia es ahora es azul verdoso. Se agregó una camiseta interior de cuello alto de color grisáceo-índigo, en el que se colocan los puntos de rango, también en el lado derecho del cuello. Los personajes de la Mayor Kira y Odo no vestían uniformes de la Flota Estelar, ya que eran parte de la milicia bajorana. A lo largo de la emisión de DS9, el personal de la Flota Estelar destinado en naves estelares continúa usando el diseño de uniforme más antiguo. Sisko también usa el uniforme TNG en ciertas ocasiones formales, durante su primera llegada a DS9 (en el episodio piloto de la serie, " Emisario "), y cuando se le asignaron temporalmente las funciones de Jefe de Seguridad para el Cuartel General de la Flota Estelar en la Tierra (en el episodio de la cuarta temporada " Paraiso Perdido "). Los almirantes también conservaron el estilo de TNG. Un uniforme similar al que aparece en la serie DS9 se puede ver en el episodio "Lealtad" de la tercera temporada de TNG, donde usado por un alienígena disfrazado de cadete de la Flota Estelar. Los uniformes de DS9 se usaron por primera vez en el episodio piloto, " Emisario " y continuaron usándose hasta el episodio de la temporada 5, " El Ascenso ".
Después del lanzamiento de Star Trek: First Contact, el nuevo uniforme gris de la película también apareció en la quinta temporada de DS9 ' y continuaría hasta el final de la serie. Sin embargo, el viejo uniforme de DS9 aparece cuatro veces más después de la introducción del uniforme gris en los episodios de la temporada 5, "En La Sombra Del Purgatorio" y "A La Luz Del Infierno" que usó el verdadero Dr. Julian Bashir mientras aún estaba atrapado en el Campo de internamiento 371, así como en una fotografía mostrada en el episodio de la 7ª temporada, "Campo De Fuego". Y en las escenas de flashback del final de la serie, "Lo Que Se Deja Atrás".

### Star Trek Generations
Se diseñaron y confeccionaron nuevos uniformes para la película Star Trek Generations, pero se desecharon en el último minuto. Estos incluían un cierre en el lado derecho del pecho y un enfoque un poco más militarista, con bandas de rango en las mangas y un cuello de color. Los uniformes de las tripulantes femeninas eran diferentes: en lugar del cierre adicional, había una banda negra más alta de lo que se veía anteriormente alrededor de la cintura. Aun así, Playmates Toys lanzó una serie de figuras de acción con estos uniformes. Generations, en cambio, terminó usando una combinación de uniformes TNG y DS9, a veces en la misma escena (por ejemplo, Worf y Riker en la batalla contra el ave de presa de las hermanas Duras o Data y Geordi escaneando el Observatorio Amargosa en busca de trilitio). A Jonathan Frakes y LeVar Burton les prestaron los uniformes de Avery Brooks y Colm Meaney, respectivamente, ya que el plazo era muy corto, sólo con el tiempo suficiente para hacer uniformes al estilo DS9 a medida para Patrick Stewart y Brent Spiner. Sin embargo, Worf es el personaje masculino del reparto de TNG que no usa el uniforme DS9 en la película, aunque más tarde se uniera al elenco de DS9 en su cuarta temporada. Ninguna de las mujeres usa el uniforme DS9 en la película.
A medida que avanza la película, algunos personajes alternan entre los uniformes TNG y DS9 y, a veces, vuelven a los viejos uniformes TNG (por ejemplo, Picard volvió al uniforme TNG en la última escena de la película). Esto serviría como una introducción de este tipo de uniforme como vestuario reglamentario para Star Trek: Voyager .
El nuevo estilo de combadge (con el fondo ovalado dorado anterior reemplazado por un fondo dorado rectangular con un hueco en el centro) también se introdujo para todos los tipos de uniformes. Esta combadge se adoptó posteriormente para DS9 (al comienzo de su tercera temporada) y Star Trek: Voyager .

### Star Trek: Voyager
La tripulación de Star Trek: Voyager usa los mismos uniformes que se vieron en los primeros episodios de Deep Space Nine, sin que estos cambien en toda la serie. Debido a que estaban atrapados en el Cuadrante Delta y aislados de la Flota Estelar, la tripulación de la Voyager nunca cambió al uniforme actualizado que se vio en los episodios posteriores de DS9 y en las últimas tres películas de TNG ; continuaron usando los viejos uniformes DS9, aunque en el episodio "Mensaje en una botella", el holograma médico de emergencia Mark II viste el uniforme gris de Primer Contacto. El personal de la Flota Estelar en el Cuadrante Alfa también es visto usando este uniforme en temporadas posteriores de Voyager, cuando la tripulación consigue restablecer el contacto con la Flota. La tripulación también lleva uniformes de gala estilo TNG (VOY : "La Ruta Al Olvido", "Una Pareja Para Siete De Nueve", "Un Pequeño Paso", "De Cenizas A Cenizas ").
A veces se ve a B'Elanna Torres con una bata sobre su uniforme normal que combina con sus colores, pero tiene que un bolsillo pectoral a la derecha para llevar pequeñas herramientas. La chaqueta se utilizó en un intento de ocultar el embarazo de la actriz Roxann Dawson . Se la volvió a poner cuando su personaje quedó embarazada, comenzando en el episodio " Q2 ".

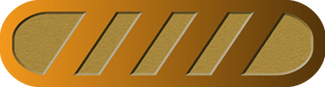
Insignia de Capitán provisional Voyager

La Voyager usó la nueva combadge e introdujo unos galones para rangos "provisionales" que consisten en un óvalo de esmalte del color de la división del tripulante, con bordes de metal dorado y barras diagonales negras o doradas para indicar el rango en lugar de los puntos tradicionales. Los rangos provisionales fueron usados por los Maquis miembros de la tripulación de la Voyager, ya que no eran legalmente elegibles para ostentar rangos oficiales de la Flota. Todos los rangos hasta Capitán aparecieron en pantalla; La Enciclopedia de Star Trek indica que todos son análogos a la escala de rangos normal. Una barra diagonal negra es igual a una punto negro y una barra diagonal dorada es igual a un punto dorado. (Por ejemplo: un óvalo de esmalte amarillo con una barra negra y dos barras doradas corresponden a un teniente comandante (capitán de corbeta) asignado a  Operaciones, lo que normalmente se indica con un punto negro y dos puntos dorados sobre un uniforme dorado).
La tripulación a bordo del USS Equinox también usa los mismos uniformes que se vieron en los primeros episodios de Deep Space Nine, ya que también están atrapados en el Cuadrante Delta y sin contacto con la Flota Estelar ( VOY : " Equinoccio (Partes I y II) ").
Los oficiales del siglo XXIX en el episodio "Relatividad" de Star Trek: Voyager usan una insignia en forma de cheurón en el cuello (usada en una línea horizontal, como los puntos y apuntando hacia el cuello). El capitán Braxton usa cuatro galones dorados (equivalentes a cuatro puntos dorados) y el teniente Ducane usa dos galones dorados(equivalentes a dos puntos dorados). La nueva insignia de la Flota Estelar tiene forma de diamante plateado con delta dorado apuntando hacia la izquierda; probablemente sea una combinación de comunicador y baliza temporal. Las túnicas son de tela acolchada, con el hombro y la manga derechos usando el color de su división (azul para Mando, marrón oliváceo para Operaciones y gris para Ciencias) y ribetes con el color de la división en el borde de las hombreras.
En "Testigo Viviente", la tripulación vestía camisetas negras con cuello alto (estilo cuello de cisne), en lugar de las habituales camisetas interiores color índigo grisáceo, de cuello bajo. También aparecen sin combadges ni insignias de rango, mientras que algunos visten guantes negros, incluida la capitana Kathryn Janeway . Esto fue en el contexto de archivos históricos que afirmaban erróneamente que la tripulación de la Voyager había actuado malévolamente hasta que el Doctor les detuvo. Este es devuelto a la vida 700 años más tarde después de que una "reliquia" (que contiene una copia de seguridad de su programa) sea descubierta entre los restos de la nave y su programa es recuperado. 

### Películas desdeStar Trek: First Contacty últimas temporadas deDS9
Star Trek: First Contact presenta un nuevo estilo de uniforme adoptado más tarde en DS9 ( DS9 : "Rapture"). Este uniforme consiste en una túnica de cuello de cisne del color de la división correspondiente (con el mismo código de colores para los departamentos que en las series ambientadas en el siglo XXIV), cubierta por una chaqueta negra con bandas de colores en la parte inferior de las mangas, cerca de los puños, que muestran la división del usuario, hombros y la parte superior del pecho están acanalados y hechos de material grueso, gris violáceo. Como en los dos últimos uniformes, la insignia-comunicador se usa en la chaqueta, mientras que los galones van prendidos en el lado derecho del cuello de la túnica. Los pantalones son negros. Star Trek: Insurrección también introdujo un nuevo uniforme de gala, que consiste en una chaquetilla blanca y pantalones negros, ambos con adornos dorados, una túnica acanalada gris (túnica blanca para oficiales generales y capitanes) e insignias de rango en el cuello de la túnica, con el combadge en la ubicación habitual en la chaqueta. A diferencia del uniforme anterior, este es del mismo color independientemente de la división del usuario, salvo por las bandas de colores en la parte inferior de las mangas, como en el uniforme estándar. También apareció en el episodio de DS9 " Inter Arma Enim Silent Leges ". Los capitanes también tenían la opción de un chaleco del uniforme más informal, con el mismo diseño básico, aunque la zona gris violácea se extendía mucho más abajo.
Como se muestra en Insurrección, se mostró un nuevo uniforme de trabajo para almirante, similar a los que usan los oficiales, pero con marcas para diferenciarle del resto de rangos. Las franjas en los puños de la chaqueta son el doble de anchas que las de la chaqueta de oficiales particulares y superiores (de capitán hacia abajo) y muestran los galones de almirante. La chaqueta también tiene ribete dorado. Además, el uniforme de almirante incorpora un cinturón, cuya hebilla es un rectángulo dorado listo, como se ve frecuentemente en DS9, o un óvalo dorado con una imagen esmaltada del Sello de la Federación Unida de Planetas, como fue el caso del Almirante Dougherty de Insurrección .

### Uniforme auxiliar
En los episodios de DS9  "Tampoco para los fuertes es la batalla" y " El asalto a AR-558 " aparece personal de la Flota Estelar que combate en batallas terrestres. Llevan uniformes negros de una sola pieza, con franjas del color de la división cruzando el pecho.

### Líneas temporales alternativas
En el episodio de TNG " Todas las cosas buenas ... ", una línea temporal alternativa mostraba un uniforme con la túnica a todo color (incluidos los hombros). Usa el mismo código de colores y los galones se muestran en el lado derecho del pecho, sobre una línea negra que delimita el área de los hombros. Estos uniformes también aparecerían en el episodio "El Visitante " de Star Trek: Espacio Profundo Nueve y en el episodio "Fin Del Juego" de Star Trek: Voyager . Estos episodios también incluyeron un nuevo diseño de combadge donde el delta de la Flota Estelar era solo una silueta rodeada por dos barras verticales doradas. Esta insignia también fue usada por Geordi La Forge en el episodio "Atemporal" de Star Trek: Voyager, pero en el uniforme gris usado en las últimas tres películas de TNG y los últimos episodios de DS9 .
En el episodio de Star Trek: La Nueva Generacón " Paralelos " se utilizó un diseño de combadge alternativo donde el rango se indicaba por el número de barras detrás del delta.
Las variaciones en los uniformes y las insignias se utilizan ocasionalmente como recursos narrativos en las diversas series. En el episodio " Futuro Imperfecto ", las insignias se modifican ligeramente para convencer al personaje de que han pasado 16 años. En el episodio, "Paralelos", las variaciones en los uniformes y las insignias sugieren un encuentro de personajes de diferentes universos paralelos.

## La era de la precuela

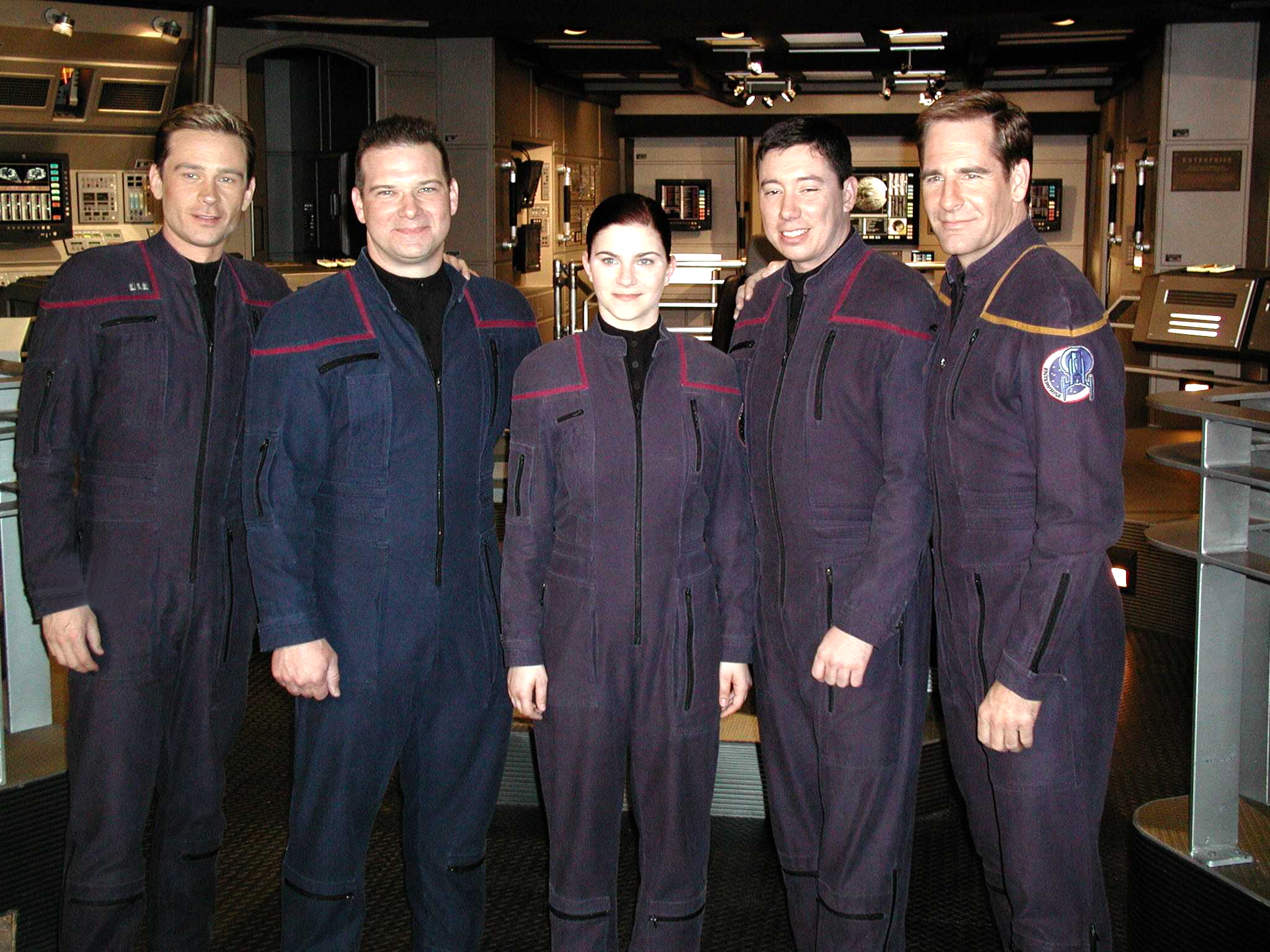
Marineros del año del año 2001 posan con uniformes de Enterprise con miembros del elenco. Foto cortesía de la Armada de los EE. UU.

En Enterprise, los oficiales particulares, oficiales superiores y los miembros de la tripulación usan uniformes de trabajo que consisten en una camiseta oscura de manga larga y un mono azul con ribetes de colores alrededor de los hombros y, de vez en cuando, gorras de béisbol. También hay un uniforme para climas áridos con pantalones caqui y camisa blanca. Ambos uniformes tienen un parche de la Flota Estelar de la Tierra Unida (con un emblema de punta de flecha estilizada que recuerda al delta de la futura Flota Estelar de la Federación) en la parte superior del brazo derecho, y un parche en la parte superior izquierda del brazo que indica la nave en la que uno está sirviendo. Enterprise, ambientada en una época anterior al resto de encarnaciones de Star Trek, no incluye personajes que ostenten los rangos de teniente comandante (capitán de corbeta) o teniente de grado junior (alférez de navío). El almirante de más alto rango visto en a serie usa dos juegos de insignias de tres puntos. La bolsa de waterpolo que llevaba el Capitán Jonathan Archer fue producida por la empresa Nike, Inc.. 
La clave de colores sigue los códigos de la serie original, con oficiales de Mando y Navegación con ribetes dorados, oficiales de Ingeniería, Comunicaciones y Seguridad con ribetes rojos, y oficiales médicos y científicos (incluidos los lingüistas) con ribetes azules. A lo largo de la serie, hombres y mujeres usan el mismo tipo de uniforme. A diferencia de los uniformes de las otras series, los uniformes de trabajo en Enterprise incluyen bolsillos con cremallera y la camiseta está abotonada en el cuello, mientras que Gene Roddenberry había prohibido explícitamente accesorios como botones y cremalleras en los uniformes de la Flota Estelar, creyendo que serían obsoletos en el futuro. El diseñador de vestuario Bob Blackman los usó conscientemente, como una manera de fechar la serie, lo que implica que los cierres que Roddenberry imaginó aún no se habían inventado. Blackman describió los monos como "más como un traje de vuelo de la NASA" que los trajes anteriores de la Flota Estelar, y los actores de otros programas de Star Trek envidiaban los trajes mucho más cómodos y convencionales de los actores de Enterprise .
En ciertas ocasiones, los personajes de Enterprise visten uniformes de gala similares al mono azul, decorados con el mismo patrón de ribetes de colores, pero sin los bolsillos con cremallera y combinados con una camiseta blanca de manga larga y, a veces según el rango, una corbata blanca.
Los galones en los uniformes de diario se prenden sólo en hombro derecho, mientras que los galones en los uniformes de gala se usan en ambos.
Además, hay dos tipos diferentes de cazadoras de campaña usan en misiones exteriores. Tienen bolsillos con cremallera y ribetes del mismo color que los monos, así como uniformes para climas fríos, trajes presurizados, trajes de astronauta, ropa interior para medioambientes hostiles y una ropa interior azul marino, con ligeras diferencias entre las prendas masculinas y femeninas.
Durante la serie casi nunca se ve a T'Pol con el uniforme reglamentario, aunque es una oficial comisionada de la Flota Estelar y a menudo, es considerada como la primera oficial. Las únicas veces que usa el uniforme es en el episodio "Crepúsculo" (con una línea temporal alternativa) y brevemente (como un disfraz) en "El Vivero".
En la serie de 2017 Star Trek: Discovery, ambientada diez años antes de Star Trek: La Serie Original, el uniforme se sometió a otro rediseño. Al igual que su predecesora, Enterprise, se usó un uniforme azul, con una combinación de camisa y pantalón con un sola solapa de cuello en el lado izquierdo. Una cremallera grande cierra la parte delantera de la camisa y los bolsillos de los pantalones también tienen cremalleras. Bajando por los laterales del uniforme hay líneas consistentes en patrones repetidos de diminutas insignias delta, con sus colores mostrando la división del usuario. La combinación clásica de amarillo, azul y rojo se evitó en favor de oro, la plata y el cobre para el Mando, Ciencias y Operaciones, respectivamente. Los rangos estaban grabados dentro del Delta de la Flota Estelar, junto con franjas de hombro doradas para capitanes y franjas de hombro más marcas de hombro doradas para almirantes, y siguiendo el mismo estándar que en Star Trek: La Nueva Generación para el estilo de los galones .

## Películas de "reinicio"
La serie cinematográfica Star Trek de JJ Abrams tiene lugar en un universo paralelo llamado "línea temporal Kelvin" .

### Star Trek(película de 2009)
La película de Star Trek de 2009 presenta uniformes que recuerdan a la serie de televisión original, pero con algunos cambios cosméticos. La insignia (que es el logotipo de toda la Flota Estelar y no específico de la Enterprise ) ahora es una insignia metálica, en lugar de un parche bordado; siendo de metal plateado para oficiales y de metal dorado para almirantes. Las casacas ahora tienen dos capas: una sobrecamisa de cuello ancho (dorada, azul o roja, como en la serie original) con un patrón acolchado de deltas, un dobladillo de color desde el cuello hasta la axila, y una camiseta negra que imita visualmente el cuello negro del diseño original. La sobrecamisa tiene la insignia de división delta estampada en diminutos patrones, que proporcionan a la tela una apariencia texturizada. El rango está indicado por de 1 a 4 bandas plateadas de tela metalizada que se usan sobre los puños de la sobrecamisa (1 para tenientes, 2 para comandantes, 3 para capitanes y 4 para oficiales generales).
Como en la serie original, las oficiales usan vestidos, algunos de manga corta (como la teniente Uhura), otros de manga larga (como se ve en algunas de las figurantes). Además, se puede ver a varias mujeres a bordo vistiendo uniforme de camiseta de manga larga y pantalón similar a los que se usan en "La Jaula". A diferencia de otros Star Trek, estos uniformes solo se usan a bordo de las naves estelares; el resto del personal de la Flota usa uniformes negros de una pieza de una apariencia mucho más "militar". En un cambio inexplicable con respecto a la serie anterior, muchas mujeres miembros del equipo usan esmalte de uñas (Uhura usa esmalte negro, mientras que muchas extras usan rojo).
Los uniformes de gala para cadetes y el personal de la Academia de la Flota Estelar son de color carmesí, mientras que los oficiales generales (contraalmirantes y almirantes) usan un uniforme gris con un pecho de falso plastrón blanco. El diseño es similar al de Star Trek: La Película, según declaró el diseñador Michael Kaplan en el libro Star Trek: The Art of the Film, un homenaje deliberado. El rango se indica mediante 1 a 5 pares de galones de metal plateado en forma de diamantes emparejados que se lucen en los hombros de la túnica (un par de diamantes emparejados para alférez, dos para los tenientes, tres para los comandantes, cuatro para los capitanes y los oficiales generales  usan 5 pares de diamantes).

### Star Trek En La Oscuridad(película de 2013)
Los uniformes de la segunda película de Star Trek de JJ Abrams son una evolución de los vistos en la primera. El uniforme formal de los oficiales de la Flota Estelar en tierra es de color gris ceniza y de un estilo similar a los uniformes rojos que usan los cadetes de la academia en la primera película. Varios personajes (incluidos Kirk y Scotty) usan un uniforme de faena más informal en varios momentos. Estos consisten en monos de cuello alto y hechos una tela gris oscura, con triángulos de plástico transparente en las clavículas que muestran el color de la camisa del uniforme de diario del oficial.
La tripulación del USS Venganza usa un uniforme de trabajo  diferente al habitual. Consiste en pantalón y camiseta negros, con una sobrecamisa azul acolchada con mangas largas negras y charreteras de tela negra. Este podría ser el uniforme de una empresa privada de seguridad armada o el de un contratista militar empleado por el almirante Marcus a través de la Sección 31, o bien el propio uniforme de trabajo para la Sección 31 (en ese caso el color azul señala su division de Investigación y Desarrollo). El rango del almirante Marcus en este uniforme está indicado por una banda plateada ancha sobre otra banda plateada más y debajo de dos bandas plateadas estrschas en el puño; estos podrían ser los galones del uniforme de campaña de un comodoro.
Los galones de almirante (tal y como los exhibe el almirante Alexander Marcus) están formados por de 1 a 5 pares de diamantes de metal dorado, prendidos en las hombreras de la túnica del oficial general. Marcus es descrito como un almirante general (generalmente equivalente a un rango militar OF10 de la OTAN) y usa 5 pares de diamantes dorados en sus hombreras. Hay otros rangos mencionados en las películas (al propio Kirk se le ofrece el rango de Vicealmirante en Star Trek: Más Allá ). Si el esquema de rangos es similar a los la OTAN, los galones serían: comodoros, un par de diamantes dorados, los contraalmirantes usan 2 pares dorados, los vicealmirantes usan 3 y los almirantes usan 4 pares de diamantes dorados. Alternativamente, el rango de capitán de flota (un grado superior al de capitán de navío y rango más bajo de oficial general, equivalente a un comodoro del rango más bajo, tal vez OTAN OF7) está representado por 5 pares de diamantes plateados y el rango de almirante siempre está representado por 5 pares dorados, independientemente del grado de almirante.

## Otras publicaciones
Algunas publicaciones autorizadas de Star Trek presentan algunas insignias que contradicen las que se muestran en pantalla o en otras publicaciones. Por ejemplo, la segunda y tercera ediciones de The Star Trek Encyclopedia ofrecen diferentes insignias para varios rangos de la Flota Estelar. Además, algunas publicaciones de Star Trek, incluidas aquelas con licencia oficial, postulan rangos adicionales que no se ven ni se mencionan en las producciones de acción real.